# Бенджамін Бюхель
Бенджамін Бюхель (нім. Benjamin Büchel; нар. 4 липня 1989, Руґґель, Ліхтенштейн) — ліхтенштейнський футболіст, воротар клубу швейцарської Челлендж-ліги «Вадуц» (капітан команди) та національної збірної Ліхтенштейну.

## Клубна кар'єра
Народився в Руґґелі. Вихованець однойменного клубу, в академії якого розпочав займатися 1999 року. З 2006 по 2008 рік тренувався та грав з першою командою «Руггелля». У сезоні 2008/09 років грав за швейцарський клуб «Віднау». Після цього протягом трьох сезонів залишився основним воротарем «Ешен-Мауреном».
У серпні 2012 року підписав 6-місячний контракт з «Борнмутом». Завдяки цьому став лише другим ліхтенштейнським футболістом в Англії (після Франца Бургмаєра, який в сезоні 2008/09 років захищав кольори «Дарлінгтона») і четвертим гравцем зі своєї країни, який грав за кордоном.
У лютому 2013 року підписав 1-місячну орендну угоду з «Дорчестер Таун», за який провів 3 поєдинки у чемпіонаті.
У грудні 2013 року відправився в оренду до представника Південної футбольної ліги «Пул Таун», яка була розрахована до 18 січня 2014 року. За вище вказаний клуб зіграв 6 матчів у чемпіонаті.
У лютому 2014 року відправився в чергову оренду, цього разу до «Гавант енд Вотерлувілл», за який провів 18 поєдинків.
У жовтні 2014 року перейшов в оренду до «Веллінг Юнайтед».
Наприкінці сезону 2014/15 років вільним агентом залишив «Борнмут», а у вересні 2015 року приєднався до «Оксфорд Юнайтед». Дебютував за нову команду 6 жовтня 2015 року у переможному (2:0) поєдинку Трофея футбольної ліги проти найпринциповішого суперника «Свіндон Таун». У сезоні 2015/16 років разом із Семом Слокомбом був основним воротарем, обидва зіграли по 23 матчі в Лізі, але поява Саймона Іствуда означало, що він не мав ігрової практики в першій половині наступного сезону, і йому сказали, що він може піти під час січневого трансферного вікна.
По завершення сезону 2016/17 років, у березні 2017 року відправився в короткострокову оренду до «Барнета», а в травні 2017 років вільним агентом залишив «Оксфорд».
У період з 2017 по 2018 рік перебував на контракті із швейцарським клубом четвертого дивізіону «Тальвіль», за яку провів три матчі. У сезоні 2018 року переїхав до «Вадуца» з рідного міста, який зараз виступає у швейцарській Челлендж-лізі (друга найвища ліга). Починаючи з сезону 2019/20 років Бюхель був капітаном своєї команди, у якому він і його команда забезпечили собі вихід до Суперліги.

## Кар'єра в збірній
З 2003 року регулярно викликався до юнацьких збірних Ліхтенштейну різних вікових категорій. 
У футболці національної збірної Ліхтенштейну дебютував 19 листопада 2008 року на 80-й хвилині програного (0:4) виїзного товариського матчу проти Словаччини, в якому на 80-й хвилині замінив Петера Єле. У вересні 2018 року, після завершення кар'єри вище вказаного гравця, зайняв позицію основного воротаря національної збірної на старті Ліги націй УЄФА.
У 2022 році визнаний Футболістом року в Ліхтенштейні.

## Особисте життя
Має освіту електрика.

## Статистика виступів

### У збірній
| Дата       | Місто                      | Господарі            | Результат | Гості                | Турнір                    | Голи | Примітки   |
| ---------- | -------------------------- | -------------------- | --------- | -------------------- | ------------------------- | ---- | ---------- |
| 19-11-2008 | Жиліна                     | Словаччина           | 4 – 0     | Ліхтенштейн          | товариський матч          | -1   | 80'        |
| 11-2-2009  | Ла-Манга                   | Ісландія             | 2 – 0     | Ліхтенштейн          | товариський матч          | -2   |            |
| 3-6-2011   | Вадуц                      | Ліхтенштейн          | 2 – 0     | Литва                | Відбір до ЧЄ 2012         | -    |            |
| 14-8-2012  | Вадуц                      | Ліхтенштейн          | 1 – 0     | Андорра              | товариський матч          | -    | 45'        |
| 12-10-2012 | Вадуц                      | Ліхтенштейн          | 0 – 2     | Литва                | Відбір до ЧС 2014         | -2   |            |
| 21-5-2014  | Вадуц                      | Ліхтенштейн          | 1 – 5     | Білорусь             | товариський матч          | -2   | 45'        |
| 4-9-2014   | Зениця                     | Боснія і Герцеговина | 3 – 0     | Ліхтенштейн          | товариський матч          | -    | 45'        |
| 15-11-2014 | Кишинів                    | Молдова              | 0 – 1     | Ліхтенштейн          | Відбір до ЧЄ 2016         | -    |            |
| 31-3-2015  | Ешен                       | Ліхтенштейн          | 1 – 0     | Сан-Марино           | товариський матч          | -    | 45'        |
| 6-6-2016   | Рейк'явік                  | Ісландія             | 4 – 0     | Ліхтенштейн          | товариський матч          | -1   | 45'        |
| 31-8-2016  | Горсенс                    | Данія                | 5 – 0     | Ліхтенштейн          | товариський матч          | -3   | 45'        |
| 7-6-2017   | Турку                      | Фінляндія            | 1 – 1     | Ліхтенштейн          | товариський матч          | -1   |            |
| 14-12-2017 | Доха                       | Катар                | 1 – 2     | Ліхтенштейн          | товариський матч          | -1   |            |
| 21-3-2018  | Ла-Лінеа-де-ла-Консепсьйон | Ліхтенштейн          | 0 – 1     | Андорра              | товариський матч          | -    | 45'        |
| 25-3-2018  | Малага                     | Фарерські острови    | 3 – 0     | Ліхтенштейн          | товариський матч          | -2   | 45'        |
| 6-9-2018   | Єреван                     | Вірменія             | 2 – 1     | Ліхтенштейн          | Ліга націй УЄФА 2018-2019 | -2   |            |
| 9-9-2018   | Вадуц                      | Ліхтенштейн          | 2 – 0     | Гібралтар            | Ліга націй УЄФА 2018-2019 | -    |            |
| 13-10-2018 | Скоп'є                     | Північна Македонія   | 4 – 1     | Ліхтенштейн          | Ліга націй УЄФА 2018-2019 | -4   |            |
| 16-10-2018 | Гібралтар                  | Гібралтар            | 2 – 1     | Ліхтенштейн          | Ліга націй УЄФА 2018-2019 | -2   |            |
| 16-11-2018 | Вадуц                      | Ліхтенштейн          | 0 – 2     | Північна Македонія   | Ліга націй УЄФА 2018-2019 | -2   |            |
| 19-11-2018 | Вадуц                      | Ліхтенштейн          | 2 – 2     | Вірменія             | Ліга націй УЄФА 2018-2019 | -2   | 67'        |
| 23-3-2019  | Вадуц                      | Ліхтенштейн          | 0 – 2     | Греція               | Відбір до ЧЄ 2020         | -2   |            |
| 26-3-2019  | Парма                      | Італія               | 6 – 0     | Ліхтенштейн          | Відбір до ЧЄ 2020         | -6   |            |
| 5-9-2019   | Зениця                     | Боснія і Герцеговина | 5 – 0     | Ліхтенштейн          | Відбір до ЧЄ 2020         | -5   |            |
| 8-9-2019   | Афіни                      | Греція               | 1 – 1     | Ліхтенштейн          | Відбір до ЧЄ 2020         | -1   |            |
| 12-10-2019 | Вадуц                      | Ліхтенштейн          | 1 – 1     | Вірменія             | Відбір до ЧЄ 2020         | -1   |            |
| 15-10-2019 | Вадуц                      | Ліхтенштейн          | 0 – 5     | Італія               | Відбір до ЧЄ 2020         | -5   |            |
| 15-11-2019 | Гельсінкі                  | Фінляндія            | 3 – 0     | Ліхтенштейн          | Відбір до ЧЄ 2020         | -3   |            |
| 18-11-2019 | Вадуц                      | Ліхтенштейн          | 0 – 3     | Боснія і Герцеговина | Відбір до ЧЄ 2020         | -3   |            |
| 8-9-2020   | Ріміні                     | Сан-Марино           | 0 – 2     | Ліхтенштейн          | Ліга націй УЄФА 2020-2021 | -    |            |
| 10-10-2020 | Вадуц                      | Ліхтенштейн          | 0 – 1     | Гібралтар            | Ліга націй УЄФА 2020-2021 | -1   |            |
| 13-10-2020 | Вадуц                      | Ліхтенштейн          | 0 – 0     | Сан-Марино           | Ліга націй УЄФА 2020-2021 | -    |            |
| 25-3-2021  | Вадуц                      | Ліхтенштейн          | 0 – 1     | Вірменія             | Відбір до ЧС 2022         | -1   |            |
| 28-3-2021  | Скоп'є                     | Північна Македонія   | 5 – 0     | Ліхтенштейн          | Відбір до ЧС 2022         | -5   |            |
| 3-6-2021   | Санкт-Галлен               | Швейцарія            | 7 – 0     | Ліхтенштейн          | товариський матч          | -7   | кап.       |
| 2-9-2021   | Санкт-Галлен               | Ліхтенштейн          | 0 – 2     | Німеччина            | Відбір до ЧС 2022         | -2   |            |
| 5-9-2021   | Бухарест                   | Румунія              | 2 – 0     | Ліхтенштейн          | Відбір до ЧС 2022         | -2   |            |
| 8-9-2021   | Єреван                     | Вірменія             | 1 – 1     | Ліхтенштейн          | Відбір до ЧС 2022         | -1   |            |
| 8-10-2021  | Вадуц                      | Ліхтенштейн          | 0 – 4     | Північна Македонія   | Відбір до ЧС 2022         | -4   |            |
| 11-10-2021 | Рейк'явік                  | Ісландія             | 4 – 0     | Ліхтенштейн          | Відбір до ЧС 2022         | -4   |            |
| 11-11-2021 | Вольфсбург                 | Німеччина            | 9 – 0     | Ліхтенштейн          | Відбір до ЧС 2022         | -9   |            |
| 14-11-2021 | Вадуц                      | Ліхтенштейн          | 0 – 2     | Румунія              | Відбір до ЧС 2022         | -2   |            |
| 25-3-2022  | Мурсія                     | Ліхтенштейн          | 0 – 6     | Кабо-Верде           | товариський матч          | -6   |            |
| 29-3-2022  | Мурсія                     | Ліхтенштейн          | 0 – 1     | Фарерські острови    | товариський матч          | -1   | 45'        |
| 3-6-2022   | Вадуц                      | Ліхтенштейн          | 0 – 2     | Молдова              | Ліга націй УЄФА 2022-2023 | -2   |            |
| 6-6-2022   | Рига                       | Латвія               | 1 – 0     | Ліхтенштейн          | Ліга націй УЄФА 2022-2023 | -1   |            |
| 10-6-2022  | Андорра-ла-Велья           | Андорра              | 2 – 1     | Ліхтенштейн          | Ліга націй УЄФА 2022-2023 | -2   |            |
| 14-6-2022  | Вадуц                      | Ліхтенштейн          | 0 – 2     | Латвія               | Ліга націй УЄФА 2022-2023 | -2   |            |
| 22-9-2022  | Вадуц                      | Ліхтенштейн          | 0 – 2     | Андорра              | Ліга націй УЄФА 2022-2023 | -2   |            |
| 25-9-2022  | Кишинів                    | Молдова              | 2 – 0     | Ліхтенштейн          | Ліга націй УЄФА 2022-2023 | -2   |            |
| 16-11-2022 | Гібралтар                  | Гібралтар            | 2 – 0     | Ліхтенштейн          | товариський матч          | -2   | 45'        |
| 23-3-2023  | Лісабон                    | Португалія           | 4 – 0     | Ліхтенштейн          | Відбір до ЧЄ 2024         | -4   |            |
| 26-3-2023  | Вадуц                      | Ліхтенштейн          | 0 – 7     | Ісландія             | Відбір до ЧЄ 2024         | -7   |            |
| 17-6-2023  | Люксембург                 | Люксембург           | 2 – 0     | Ліхтенштейн          | QEuro                     | -2   |            |
| 20-6-2023  | Вадуц                      | Ліхтенштейн          | 0 – 1     | Словаччина           | Відбір до ЧЄ 2024         | -1   | кап.       |
| 8-9-2023   | Зениця                     | Боснія і Герцеговина | 2 – 1     | Ліхтенштейн          | Відбір до ЧЄ 2024         | -2   |            |
| 11-9-2023  | Братислава                 | Словаччина           | 3 – 0     | Ліхтенштейн          | Відбір до ЧЄ 2024         | -3   |            |
| 13-10-2023 | Вадуц                      | Ліхтенштейн          | 0 – 2     | Боснія і Герцеговина | Відбір до ЧЄ 2024         | -2   |            |
| 16-10-2023 | Рейк'явік                  | Ісландія             | 4 – 0     | Ліхтенштейн          | Відбір до ЧЄ 2024         | -4   | кап.       |
| 16-11-2023 | Вадуц                      | Ліхтенштейн          | 0 – 2     | Португалія           | Відбір до ЧЄ 2024         | -2   | кап.       |
| 19-11-2023 | Вадуц                      | Ліхтенштейн          | 0 – 1     | Люксембург           | Відбір до ЧЄ 2024         | -1   | кап.       |
| 22-3-2024  | Торсгавн                   | Фарерські острови    | 4 – 0     | Ліхтенштейн          | товариський матч          | -4   | кап.       |
| 26-3-2024  | Ларнака                    | Латвія               | 1 – 1     | Ліхтенштейн          | товариський матч          | -1   | кап. 45+2' |
| Усього     |                            | Матчів               | 63        |                      | Голів                     | -144 |            |

## Досягнення
«Ешен-Маурен»
- Кубок Ліхтенштейну
  -  Володар (1): 2011/12

«Вадуц»
- Кубок Ліхтенштейну
  -  Володар (5): 2018/19, 2021/22, 2022/23, 2023/24, 2024/25

«Оксфорд Юнайтед»
- Трофей Футбольної ліги
  -  Фіналіст (1): 2015/16[14]